# الفن في القدس
تتمتع مدينة القدس الشامية بتراث فني عريق ومتنوع، تشكّل عبر فترات الازدهار والغزو والتحولات الدينية، مما أثر بعمق على التعبير الفني في مختلف الوسائط والأساليب. وباعتبارها نقطة التقاء ثقافي لليهودية والمسيحية والإسلام، فقد تشكّل فن المدينة من خلال التفاعل المعقد بين الحضارات والتقاليد الدينية والأحداث التاريخية الهامة. وتضم المدينة كنوزًا فنية تتراوح بين الفسيفساء القديمة والمخطوطات المزخرفة وصولًا إلى الأعمال الفنية الحديثة والمعاصرة. واليوم، تُعد المدينة موطنًا للعديد من المعارض والمتاحف والمؤسسات الثقافية الهامة، مثل متحف إسرائيل و بيت الفنانين في القدس، التي تعرض أعمالًا فنية محلية ودولية. وعلى الرغم من التحديات التي تفرضها التوترات السياسية والانقسامات الثقافية، لا تزال القدس مركزًا نابضًا بالحياة للإبداع الفني.

## الفن القديم (الفترة التوراتية – 100م)
ارتبط الفن في القدس القديمة ارتباطًا وثيقًا بالتعبير الديني، وخاصة في التقاليد اليهودية. وخلال فترة الهيكل الأول (حوالي 960 قبل الميلاد - 586 قبل الميلاد)، تجلى التعبير الفني بشكل أساسي في هندسة معبد سليمان ، الذي وُصف بأنه مُزين بالذهب والبرونز والمنحوتات المعقدة للكروبيم وأشجار النخيل والزهور. وتشير البقايا الأثرية التي تعود إلى هذه الفترة، بما في ذلك اللوحات العاجية التي عُثر عليها في مدينة داود، إلى مستوى عالٍ من الحرفية والمهارة الفنية.
شهدت فترة الهيكل الثاني(516 قبل الميلاد – 70 ميلادية) بناء هيكل هيرودس، وهو بناء مهيب ومزخرف بالرخام والذهب، مما يعكس التأثيرات الرومانية في تلك الحقبة. ولا يزال الحائط الغربي، وهو أحد الآثار الباقية من الهيكل، قائمًا حتى اليوم كشاهد على عظمة فن العمارة اليهودية القديمة.
تجنب الفن اليهودي خلال تلك الفترة إلى حد كبير تصوير الأشكال البشرية امتثالًا للمحظورات الدينية، وركز بدلًا من ذلك على الأنماط الهندسية المعقدة، والزخارف الزهرية الأنيقة، والصور الرمزية ذات الدلالات الثقافية والدينية مثل الشمعدان ذي السبعة فروع، وثمار الرمان التي ترمز إلى الخصوبة والوفرة، والبوق الذي يُستخدم في الاحتفالات الدينية.

## الفن البيزنطي والمسيحي المبكر (القرن الرابع إلى السابع الميلادي)
بعد تدمير الرومان لمدينة القدس في عام 70 ميلادي، أُعيد بناء المدينة في عهد الإمبراطور هادريان وأُطلق عليها اسم إيليا كابيتولينا. ومع تحول الإمبراطورية الرومانية إلى المسيحية في القرن الرابع الميلادي، أصبحت القدس مركزًا هامًا للفن والعمارة المسيحية.
وفي هذه الفترة، شُيّدت كنائس عظيمة مثل كنيسة القيامة (التي بُنيت عام 335م). وازدهرت فنون الفسيفساء البيزنطية واللوحات الجدارية والمخطوطات المزخرفة التي تصور مشاهد من الكتاب المقدس، وقصص القديسين، والرموز المسيحية المقدسة. وتُعد خريطة مادبا ، وهي لوحة فسيفساء تعود إلى القرن السادس الميلادي وعُثر عليها في الأردن، وصفًا تفصيليًا لمدينة القدس في تلك الحقبة.

## الفن الإسلامي والصليبي (القرن السابع إلى القرن الثاني عشر الميلادي)
ومع الفتح الإسلامي للقدس عام 638م، أصبحت الفن والعمارة الإسلامية هي السائدة في المدينة. ويُعد البناء الأكثر شهرة في هذه الفترة قبة الصخرة (التي اكتمل بناؤها عام 691م)، والتي أمر ببنائها الخليفة الأموي عبد الملك بن مروان. وتمثل القبة الذهبية المهيبة للضريح والزخارف الزرقاء المعقدة التي تتضمن الخط العربي الأنيق والأنماط الهندسية الدقيقة قمة الإبداع في الفن الإسلامي المبكر.
أدخل الصليبيون (1099-1187م) الأنماط المعمارية الرومانية والقوطية إلى القدس، وشيدوا العديد من الكنائس والتحصينات القوية. وتُظهر كنائس بارزة مثل كنيسة القديسة آن و كنيسة القيامة التي خضعت للتجديد تأثيرات فنية واضحة من العصر الصليبي.

## الفن المملوكي والعثماني (القرن الثالث عشر إلى القرن التاسع عشر الميلادي)
خلال العصر المملوكي (1250-1517م)، شهدت القدس بناء المساجد المزخرفة والمدارس والنوافير. أدخل المماليك أعمال البلاط المتقنة، والخط العربي ، والتصاميم الهندسية المعقدة.
في عهد الحكم العثماني (1517-1917م)، أمر السلطان سليمان القانوني (في الفترة ما بين 1535 و1541م) بإعادة بناء أسوار مدينة القدس، وقد تضمنت هذه الأعمال عناصر من فن البلاط الفارسي الجميل والخط الإسلامي الأنيق. كما زُينت المعابد اليهودية في العصر العثماني، مثل معبد هورفا ، بصناديق التوراة المزخرفة، والنوافذ ذات الزجاج الملون، والسجاد ذي الألوان الزاهية.
وشهد الفن اليهودي في تلك الفترة إحياءً لتقاليد المخطوطات المزخرفة التي تتضمن رسومات وتذهيبات دقيقة، و <b>والكيتوبوت</b> (Ketubot) وهي عقود الزواج المزخرفة التي تحمل قيمة فنية وروحية، بالإضافة إلى صناعة الأشياء الفضية الاحتفالية الجميلة مثل كؤوس الكيدوش (Kiddush Cups) المستخدمة في الطقوس الدينية و أكاليل التوراة (Torah Crowns) التي تُزين لفائف التوراة.

## الانتداب البريطاني والفن الصهيوني (1917-1948)
خلال فترة  الانتداب البريطاني (1917-1948)، أصبحت القدس مركزًا لحركة الفن الصهيونية الناشئة. وقد لعبت مدرسة بتسلئيل للفنون، التي أسسها بوريس شاتز عام 1906، دورًا حاسمًا في تطوير هوية فنية يهودية حديثة، حيث مزجت بين الأساليب الفنية الأوروبية والتأثيرات المستمدة من منطقة الشرق الأوسط.
قام فنانون مثل روفين روبين وأبيل بان برسم رؤى رومانسية لأرض إسرائيل، وغالبًا ما صورت أعمالهم المناظر الطبيعية الخلابة والرواد المستوحين من القصص التوراتية. وقد عكس الفن في تلك الفترة صعود القومية اليهودية، والموضوعات المستمدة من التوراة، وإحياء الثقافة العبرية.

## الفن الحديث والمعاصر (1948 – حتى الآن)
بعد قيام دولة إسرائيل عام 1948،أصبحت القدس مركزًا محوريًا للفن الإسرائيلي المعاصر.ويضم متحف إسرائيل ،الذي افتُتح عام 1965، مجموعة واسعة من الفنون اليهودية والإسلامية والغربية، بما في ذلك مخطوطات البحر الميت الشهيرة.
يتميز المشهد الفني في القدس اليوم بتنوعه الغني، فهو يشمل الفن الديني التقليدي، وأنماط الرسم الحديثة والمعاصرة، وفن الشوارع الحيوي، والمنشآت الفنية المتطورة. وقد استخدم فنانون إسرائيليون بارزون مثل ييجال توماركين وسيجاليت لاندو الفن كوسيلة لاستكشاف موضوعات الهوية الوطنية، والصراع السياسي والاجتماعي، والجوانب الروحانية. وأصبح <b>سوق محانيه يهودا</b> مركزًا حيويًا لفن الشوارع النابض بالحياة، حيث يضم جداريات فنية تصور شخصيات تاريخية بارزة وقضايا معاصرة ذات أهمية.

## المؤسسات البارزة
- متحف إسرائيل : أكبر مؤسسة ثقافية في إسرائيل، ويضم مجموعات واسعة من الآثار والفنون الجميلة والفن والحياة اليهودية.
- برج داوود : يقع بالقرب من باب الخليل ، ويعرض هذا المتحف 4000 عام من تاريخ القدس اليهودية باستخدام مقاطع الفيديو والصور المجسمة والنماذج والخرائط.
- متحف ياد فاشيم للفنون: كجزء من مركز ذكرى الهولوكوست العالمي ، يضم هذا المتحف مجموعة ضخمة من الأعمال الفنية التي تم إنشاؤها أثناء الهولوكوست، والتي تعكس قدرة الفنانين على الصمود والإبداع في ظل الظروف القاسية.
- أكاديمية بتسلئيل للفنون والتصميم : تأسست في عام 1906، وهي أقدم وأعرق مؤسسة في إسرائيل للفنون والتصميم والهندسة المعمارية. تقدم درجات البكالوريوس والدراسات العليا في مختلف التخصصات، بما في ذلك الفنون الجميلة، والهندسة المعمارية، والسيراميك، والتصميم الصناعي، والمجوهرات، والتصوير الفوتوغرافي، والاتصال البصري، والمزيد. وتشتهر الأكاديمية بأصالتها الرائدة وإبداعها وابتكارها.
- مدرسة ستوديو القدس : تأسست في عام 1998 من قبل الرسام الشهير دوليا إسرائيل هيرشبيرج ، تقدم مدرسة ستوديو القدس تدريبا مكثفا في الرسم والتلوين ، متجذرة بعمق في التقاليد الفنية. تلتزم المدرسة بالتميز وقد أثبتت نفسها كبرنامج رائد للتدريب الفني في إسرائيل وعلى الصعيد الدولي
- معرض بربور :[1] مساحة فنية مستقلة في حي ناشلاوت، تستضيف فعاليات الفنون البصرية والمسرح والشعر والموسيقى والرقص والهندسة المعمارية.
- بيت الفنانين في القدس : يقع في مبنى أكاديمية بتسلئيل التاريخي، ويعرض أعمال الفنانين الإسرائيليين والعالميين.
- متحف على خط التماس : متحف فني معاصر اجتماعي وسياسي يتناول القضايا الاجتماعية من خلال الفن.
- معرض الرؤية :[2] مساحة فنية تعرض أعمال الفنانين الإسرائيليين المعاصرين، وتهدف إلى عرض الفن الذي يعبر عن مشاعر عميقة.
- معرض روزنباخ المعاصر :[3] يقع هذا المعرض في شارع الملك داود ، وهو في طليعة الفن المعاصر في القدس.
- استوديوهات الفنانين في آرت كيوب : يقع هذا المركز في المنطقة الصناعية تلبيوت، ويوفر مساحات استوديو للفنانين الناشئين ويستضيف المعارض وورش العمل والفعاليات الثقافية، مما يساهم في المشهد الفني المعاصر في القدس.
- مدرسة المسرح البصري (SVT) : تركز SVT على تقاطع الفنون البصرية والأداء والمسرح.
- متحف الفن الإسلامي : يعرض هذا المتحف الفن والثقافة الإسلامية، ويضم مجموعات من الفخار والمنسوجات والمجوهرات والمخطوطات القديمة، مما يسلط الضوء على التراث الفني الغني للعالم الإسلامي.
- بيت آفي تشاي : تأسس بيت آفي تشاي في عام 2007، وهو مركز ثقافي ومعرض فني يقع في شارع الملك جورج. ويهدف إلى تعزيز الثقافة والإبداع والهوية اليهودية الإسرائيلية من خلال العروض الفنية المتنوعة والمحاضرات الأكاديمية والفعاليات العامة ومعارض الفنون البصرية. يعكس التصميم الحديث للمركز نهجه المبتكر في مزج التقاليد مع التعبير المعاصر.

## روابط خارجية
- ياد فاشيم
- ماجدل دود مدينة القدس
- https://www.getty.edu/research/tools/vocabularies/6_a_kupietzky_terminology_mashups_itwg2020.pdf